# Divisió militar
La divisió és una unitat o formació militar dins els exèrcits de terra que sol agrupar dues o més brigades o regiments, als quals s'afegeixen unitats més petites d'artilleria, estat major, unitats especialitzades i enginyers de comunicacions; al seu torn, diverses divisions solen formar un cos d'exèrcit. Normalment està comandada per un general de divisió o tinent general. Pot agrupar entre 10.000 i 20.000 soldats.
En la guerra moderna, la divisió tendeix a ser la unitat més petita d'armes combinades capaç d'efectuar operacions de llarga durada de manera independent; les divisions han estat dissenyades i estructurades per a ser unitats independents, sense necessitat de suport de cap mena (per això tenen les seves pròpies unitats de suport, comunicacions, sanitàries, etc.). No obstant això, en molts escenaris de combat poques vegades és necessari posar tants soldats junts sobre el terreny, de manera que solen emprar-se conjunts més petits de tropes anomenats agrupaments de batalla (RTC) o forces operatives procedents d'una o més divisions. En els darrers temps, els militars occidentals moderns han començat a adoptar l'equip de combat de brigada més petit (similar al RCT) com a unitat d'armes combinades per defecte, amb la divisió a la qual pertanyen sent menys important.
Una paraula similar, divizion/divizijun/dywizjon, també s'utilitza en idiomes com el rus, el serbi, el croat i el polonès, per a una unitat d'artilleria o de cavalleria de la mida d'un batalló. I en l'ús naval "divisió" té un ventall de significats completament diferent. A bord dels vaixells (inclosos els vaixells de la guàrdia costanera), als comandaments a terra i a les unitats d'aviació naval (incloent la marina, els cossos de marina i l'aviació de la guàrdia costanera) es refereix a una subunitat administrativa/funcional d'un departament (per exemple, la divisió de control de foc del departament d'armes). Alternativament, es refereix a una subunitat de diversos vaixells dins d'una flotilla o esquadró, o a dues o tres seccions d'aeronaus que operen sota un cap de divisió designat.

## Història

### Orígens
A Occident, el primer general que va pensar a organitzar un exèrcit en unitats d'armes combinades més petites va ser Maurice de Saxe (m. 1750), mariscal general de França, al seu llibre Mes Rêveries. Va morir als 54 anys, sense haver posat en pràctica la seva idea. Victor-François de Broglie va posar en pràctica les idees. Va dur a terme amb èxit experiments pràctics del sistema divisional a la Guerra dels Set Anys.

### Primeres divisions
La primera guerra en la qual es va utilitzar sistemàticament el sistema divisional va ser les Guerres de la Revolució Francesa. Lazare Carnot del Comitè de Salvació Pública, que s'encarregava dels afers militars, va arribar a la mateixa conclusió que l'anterior govern reial, i l'exèrcit es va organitzar en divisions.
Va fer que els exèrcits fossin més flexibles i fàcils de maniobrar, i també va fer manejable el gran Exèrcit Revolucionari Francès. Sota Napoleó, les divisions es van agrupar en cossos, a causa de la seva mida creixent. L'èxit militar de Napoleó va estendre el sistema de divisions i cossos per tot Europa; al final de les guerres napoleòniques, tots els exèrcits d'Europa l'havien adoptat.

### Segona Guerra Mundial
El sistema divisional va assolir el seu apogeu numèric durant la Segona Guerra Mundial. L'Exèrcit Roig de la Unió Soviètica constava de més d'un miler d'unitats de la mida d'una divisió alhora, i el nombre de divisions de fusellers aixecades durant la Gran Guerra Patriòtica de 1941-1945 s'estima a 2.000. L'Alemanya nazi tenia centenars de divisions numerades i/o anomenades, mentre que els Estats Units empraven fins a 91 divisions.
Un canvi notable a les estructures divisionals durant la guerra va ser la finalització del canvi de divisions quadrades (compostes per dues brigades cadascuna amb dos regiments) a divisions triangulars (compostes per tres regiments sense nivell de brigada) que molts exèrcits europeus havien començat a utilitzar a la Segona Guerra Mundial. Això es va fer per augmentar la flexibilitat i reduir la sobrecàrrega de la cadena de comandament. L'estructura de la divisió triangular permetia la tàctica de "dos endavant, un enrere", on dos dels regiments de la divisió podien enfrontar-se a l'enemic amb un regiment en reserva.
S'esperava que totes les divisions de la Segona Guerra Mundial tinguessin les seves pròpies formacions d'artilleria, normalment (segons la nació) la mida d'un regiment. L'artilleria divisional va ser secundada ocasionalment pel comandament a nivell de cos per augmentar la potència de foc en enfrontaments més grans.
Durant la guerra, els Estats Units també van utilitzar equips de combat de regiment, per la qual cosa les unitats divisionals annexades i/o orgàniques es van repartir en regiments d'infanteria, creant unitats d'armes combinades més petites amb la seva pròpia armadura i unitats d'artilleria i suport. Aquests equips de combat encara estarien sota el comandament de la divisió, però tenien cert nivell d'autonomia al camp de batalla.
Les unitats orgàniques dins de les divisions eren unitats que operaven directament sota el comandament de la divisió i normalment no estaven controlades pels regiments. Aquestes unitats eren principalment unitats de suport a la naturalesa, i incloïen companyies de senyals, batallons mèdics, trens de subministrament i administració.
Les unitats annexes eren unitats més petites que es van col·locar temporalment sota el comandament de la divisió amb el propòsit de completar una missió determinada. Aquestes unitats eren normalment unitats de combat com ara batallons de tancs, batallons de destructors de tancs o esquadrons de reconeixement de cavalleria.

### Divisions modernes
En els temps moderns, la majoria de les forces militars han estandarditzat les seves estructures divisionals. Això no vol dir que les divisions siguin iguals en grandària o estructura d'un país a un altre, però les divisions, en la majoria dels casos, han arribat a ser unitats de 10.000 a 15.000 soldats amb suficient suport orgànic per poder operar independentment. En general, l'organització directa de la divisió consta d'una a quatre brigades o grups de batalla de la seva arma de combat principal, juntament amb una brigada o regiment de suport al combat (generalment artilleria) i una sèrie de batallons per a les tasques de suport especialitzades necessàries com ara intel·ligència, logística, Reconeixement militar i enginyers de combat. La majoria dels militars estandarditzen la força de l'organització ideal per a cada tipus de divisió, encapsulada en una taula d'organització i equipament (TO&E) que especifica les assignacions exactes d'unitats, personal i equipament per a una divisió.
La divisió moderna es va convertir en la principal unitat de combat identificable en molts militars durant la segona meitat del segle xx, suplantant la brigada; tanmateix, la tendència va començar a invertir-se des del final de la Guerra Freda. El màxim ús de la divisió com a unitat de combat principal es va produir durant la Segona Guerra Mundial , quan els bel·ligerants van desplegar més d'un miler de divisions. Amb els avenços tecnològics des de llavors, el poder de combat de cada divisió ha augmentat.

## Tipus
Sovint es formen divisions per organitzar unitats d'un tipus particular juntament amb unitats de suport adequades per permetre operacions independents. En temps més recents, les divisions s'han organitzat principalment com a unitats d'armes combinades amb unitats subordinades que representen diverses armes de combat. En aquest cas, la divisió sovint conserva el nom d'una divisió més especialitzada, i encara pot ser encarregada d'un paper principal adequat a aquesta especialització.

### Divisió d'infanteria

Símbol OTAN de divisió d'infanteria

Símbol OTAN de divisió d'infanteria mecanitzada

Una "divisió d'infanteria" és una formació militar composta principalment per unitats d'infanteria, també recolzades per unitats d'altres armes de combat. A la Unió Soviètica i Rússia, una divisió d'infanteria sovint es coneix com a "divisió de fusellers". Una divisió d'infanteria motoritzada és una divisió amb la majoria de subunitats d'infanteria transportades en vehicles de motor de pell suau. Una divisió " d'infanteria mecanitzada" és una divisió amb la majoria de subunitats d'infanteria transportades en vehicles blindats de transport de personal (APC) o vehicles de combat d'infanteria (IFV) o ambdós, o fins i tot en alguna altra classe de vehicles de combat blindats dissenyat per al transport d'infanteria. Les divisions d'infanteria mecanitzada a l'Alemanya nazi eren anomenades "divisions Panzergrenadier". A Rússia, es coneixien com a "divisions de fusellers de motor".
A causa de la facilitat i simplicitat que implica formar divisions d'infanteria en comparació amb altres formacions, les divisions d'infanteria sovint han estat les més nombroses en la guerra històrica. La majoria de les divisions nord-americanes durant la Segona Guerra Mundial eren divisions d'infanteria.
També s'esperava que les divisions d'infanteria viatgessin a peu d'un lloc a un altre, amb vehicles de transport o cavalls de càrrega per augmentar el seu viatge. Les divisions van evolucionar al llarg del temps. Per exemple, el 1944, l'Alemanya nazi va designar algunes de les seves formacions d'infanteria com a divisions Volksgrenadier, que eren lleugerament més petites que les divisions regulars, amb un tema més ampli de subfusells, armes automàtiques i antitanc per reflectir la realitat que havien de ser utilitzat en la guerra defensiva. El 1945, l'Alemanya nazi va secundar membres de la Kriegsmarine per crear "divisions navals", que eren de menor qualitat que les divisions d'infanteria del Heer. També van crear " divisions de camp de la Luftwaffe " a partir de membres de la Luftwaffe.
De vegades, les divisions d'infanteria tenien la responsabilitat del treball de guarnició. Aquestes van ser anomenades "divisions de guàrdia fronterera", "divisions d'infanteria estàtica" i "divisions de fortalesa", i van ser utilitzades principalment per l'Alemanya nazi.

### Divisió de cavalleria
Per a la majoria de nacions, la cavalleria es desplegava en unitats més petites i, per tant, no estava organitzada en divisions, sinó per a militàries més grans, com ara el de l'Imperi Britànic, els Estats Units, el Primer Imperi Francès, França, l'Imperi Alemany, l'Alemanya nazi, l'Imperi Rus, l'Imperi del Japó, la Segona República Polonesa i la Unió Soviètica, es van formar diverses divisions de cavalleria. Sovint eren semblants a les divisions d'infanteria de les nacions en l'estructura, encara que normalment tenien menys elements de suport i més lleugers, amb brigades o regiments de cavalleria substituint les unitats d'infanteria, i unitats de suport, com l'artilleria i el subministrament, eren tirades per cavalls. En la seva major part, les grans unitats de cavalleria no es van quedar després de la Segona Guerra Mundial.
Si bé s'havia trobat que la cavalleria a cavall era obsoleta, el concepte de cavalleria com a força ràpida capaç de les missions que tradicionalment realitzava la cavalleria a cavall va tornar al pensament militar durant la Guerra Freda. En general, es van desenvolupar dos nous tipus de cavalleria: la cavalleria aèria o aeromòbil, que es basa en la mobilitat de l'helicòpter, i la cavalleria blindada, basada en una formació blindada autònoma. La primera va ser pionera per l'11a Divisió d'Assalt Aeri (Prova), formada l'1 de febrer de 1963 a Fort Benning, Geòrgia. El 29 de juny de 1965, la divisió va ser rebatejada com a 1a Divisió de Cavalleria (Airmòbil), abans de la seva partida per a la Guerra del Vietnam.
Després del final de la guerra del Vietnam, la 1a Divisió de Cavalleria es va reorganitzar i es va tornar a equipar amb tancs i vehicles blindats d'exploració per formar cavalleria blindada.
El concepte d'una força de reconeixement blindada ràpida s'ha mantingut en els exèrcits moderns, però aquestes unitats són ara més petites i constitueixen una força d'armes combinada utilitzada en brigades i divisions modernes, i ja no se'ls concedeix l'estatus de divisions.
Les "divisions lleugeres" eren divisions de cavalleria de cavalls alemanyes organitzades a principis de la Segona Guerra Mundial que incloïen unitats motoritzades.

### Divisió blindada

Codi OTAN per a unitat blindada

El desenvolupament del tanc durant la Primera Guerra Mundial va impulsar algunes nacions a experimentar amb formar-los en unitats de mida divisió. Molts ho van fer de la mateixa manera que ho van fer les divisions de cavalleria, simplement substituint la cavalleria per AFV (inclosos els tancs) i motoritzant les unitats de suport. Això va resultar difícil de manejar en combat, ja que les unitats tenien molts tancs però poques unitats d'infanteria. En canvi, es va adoptar un enfocament més equilibrat ajustant el nombre de tancs, infanteria, artilleria i unitats de suport.
Els termes "divisió de tancs" o "divisió mecanitzada" són noms alternatius per a divisions blindades. Una "divisió Panzer" era una divisió blindada de la Wehrmacht i les Waffen-SS d'Alemanya durant la Segona Guerra Mundial .
Des del final de la guerra, la majoria de divisions blindades i d'infanteria han tingut un nombre significatiu d'unitats de tancs i d'infanteria al seu interior. La diferència ha estat generalment en la barreja de batallons assignats. A més, en alguns militars, les divisions blindades estan equipades amb tancs més avançats o potents que altres divisions.

### Divisió de muntanya

Símbol OTAN de divisió d'infanteria de muntanya

Les divisions de muntanya són divisions d'infanteria amb entrenament i equipament especials per operar en zones muntanyoses o àrtiques. Alguns exemples d'aquestes formacions inclouen la 10a Divisió de Muntanya dels Estats Units, la 1a Divisió d'esquí alemanya o la 27a Divisió d'infanteria alpina francesa.
L'Alemanya nazi també va organitzar " Divisions Jäger " per operar en terrenys més adversos.
Les divisions de muntanya italianes s'anomenen " divisions Alpini".

### Divisió aerotransportada

Símbol OTAN de divisió d'infanteria aerotransportada

Una divisió aerotransportada és una divisió d'infanteria amb entrenament especial i equipament per arribar al camp de batalla per via aèria (normalment amb paracaigudes o planador).
Els Estats Units, Gran Bretanya i Alemanya van experimentar durant la Segona Guerra Mundial amb divisions d'infanteria lleugera especialitzades capaços de ser transportades ràpidament amb avions de transport o llançades a una zona amb paracaigudes o planador. Això requeria equipament i formació d'alta qualitat, creant unitats d'elit en el procés i normalment formades per voluntaris en lloc de reclutes.
La 1a Divisió de Paracaigudistes alemanya , que formava part de la Luftwaffe i no del Heer, va ser fonamental en la batalla de Creta de 1941. Les tropes aerotransportades nord-americanes i britàniques van participar per primera vegada durant la invasió de Sicília de 1943. L'ús de divisions aerotransportades durant la invasió de Normandia va ser crucial per al seu èxit. Es van fer més operacions de paracaigudistes aliats durant l'operació Horta de 1944 i l'operació Varsity de 1945.
Quan no s'utilitzaven per a una missió aerotransportada específica, les divisions aerotransportades normalment funcionaven com a divisions d'infanteria lleugera.
Una " divisió d'assalt aeri" és una divisió aerotransportada que utilitza principalment helicòpters per transportar les seves tropes.

### Divisió d'artilleria

Símbol OTAN de divisió d'artilleria

La Unió Soviètica va desenvolupar el concepte de "divisió d'artilleria" especialitzada durant el Front Oriental de la Segona Guerra Mundial el 1942, encara que els plans estaven en marxa des de les etapes posteriors de la Guerra Civil Russa. Una divisió d'artilleria serveix com a divisió especialitzada utilitzant només obusos d'artilleria, canons antitanc, artilleria de coets (MRL i míssils tàctics) i morters (tant remolcats com autopropulsats) (i històricament artilleria de setge) i normalment tenen l'encàrrec de proporcionar una potència de foc concentrada en suport a formacions d'armes combinades superiors. Es tracta principalment de formacions de suport de combat que realitzen operacions de suport a la infanteria i blindatge.

### Divisió de seguretat
L'Alemanya nazi va organitzar divisions de seguretat per operar en territori capturat per proporcionar seguretat de rereguarda contra els partisans i mantenir l'ordre entre els civils. Estructurada com una divisió d'infanteria, una divisió de seguretat tenia més probabilitats de contenir tropes de menor qualitat i no estava pensada per servir directament al front. Les unitats de les SS d'aquest tipus es van anomenar "divisions SS Polizei ".
El Comissariat del Poble per a Afers Interns de la Unió Soviètica (NKVD) va organitzar divisions de seguretat. En alguns casos, les divisions de l'NKVD van ser emprades en combats de primera línia com a divisions de fusellers.

## Nomenclatura
Les divisions es designen habitualment combinant un nombre ordinal i un nom de tipus (per exemple: "13a Divisió d'Infanteria "). Sovint s'assignen o s'adopten els sobrenoms, encara que sovint no es consideren part oficial de la nomenclatura de la unitat , amb les divisions de l'exèrcit italià com una de les excepcions. En alguns casos, els títols divisionals no tenen un nombre ordinal, sovint en el cas d'unitats úniques o unitats que serveixen com a tropes especials o d'elit. Per a la claredat en les històries i els informes, la nació s'identifica abans del número. Això també ajuda en els estudis històrics, però a causa de la naturalesa de la intel·ligència al camp de batalla, els noms i les assignacions de les divisions de vegades queden enfosquits. Tanmateix, la mida de la divisió poques vegades fa que aquesta ofuscació sigui necessària.
En els anys anteriors al final de la Guerra Freda i més enllà, els noms de tipus de diverses divisions van esdevenir menys importants. La majoria de les divisions d'infanteria dels Estats Units estaven ara mecanitzades i tenien un nombre significatiu de tancs i IFV, convertint-se de facto en divisions blindades. Les divisions blindades nord-americanes tenien més tancs però menys infanteria que aquestes divisions d'infanteria. A més, l'única divisió de cavalleria estava estructurada de la mateixa manera que una divisió blindada.
Amb la introducció d'equips de combat de brigada modular (BCT) a les divisions modernes, el tipus de nomenclatura és encara menys important, ja que ara una divisió pot estar formada per qualsevol combinació d'infanteria lleugera, Stryker i BCT blindats. Per exemple, la 1a Divisió d'Infanteria dels Estats Units consta actualment de dos BCT blindats juntament amb tropes de suport, sense unitats d'infanteria lleugera. Per contra, l'actual 1a Divisió Blindada consta de dos BCT blindats i un Stryker BCT juntament amb les seves tropes de suport.
No obstant això, alguns tipus de divisió nord-americanes mantindran la seva missió: la 82a i la 101a divisions aerotransportades tenen BCT d'infanteria aerotransportada, mentre que la 10a Divisió de Muntanya només té BCT d'infanteria lleugera.